# Mehun-sur-Yèvre
Mehun-sur-Yèvre település Franciaországban, Cher megyében. Lakosainak száma 6394 fő (2022. január 1.). Mehun-sur-Yèvre Allouis, Berry-Bouy, Foëcy, Marmagne, Quincy és Sainte-Thorette községekkel határos.

## Népesség
A település népességének változása:
| Lakosok száma | 5893 | 7178 | 7227 | 6884 | 6804 | 6644 | 6562 | 6555 | 6502 | 6394 |
|               | 1968 | 1982 | 1990 | 2006 | 2013 | 2015 | 2017 | 2019 | 2020 | 2022 |